# Scrierea africană de pe coji de ouă
Fragmente din cojile unor ouă de struț descoperite in Africa poartă o serie de semne misterioase, despre care specialiștii cred că ar putea să reprezinte cea mai veche formă de expresie artistica si de comunicare scrisă, cunoscuta până în prezent.
Bucațile de coajă de ou, descoperite în Africa de Sud, au aproximativ 60.000 de ani vechime; datează, așadar, dinainte de epoca în care oamenii au migrat din Africa, răspândindu-se pe celelate continente.
Cercetările au fost realizate de arheologi francezi de la Universitatea din Bordeaux.

## Semne
Semnele sunt de 4 tipuri diferite. Ele au fost utilizate pentru marcarea ouălor de struț folosite drept recipiente pentru lichide. Pe baza modului în care sunt dispuse semnele, specialiștii cred că ele au fost folosite pentru a diferenția între ele obiectele lucrate din coaja ouălor de struț, desemnând fie pe proprietarul fiecăruia dintre ele, fie utilizarea recipientului respectiv. Înainte de descoperirea asta, cele mai vechi forme de expresie artistică erau considerate desenele rupestre, dintre care unele au peste 35.000 de ani, dar aceste obiecte, mult mai vechi, arată că utilizarea desenelor abstracte ca expresie a gândirii simbolice, folosirea semnelor grafice pentru comunicare cu identitatatea colectivă și pe cea individuală, toate astea fiind trăsături socio-culturale specifice civilizației umane - s-au dezvoltat mult mai devreme decât se crezuse.